# Chrysodesmis gloeophila
Chrysodesmis gloeophila – gatunek słodkowodnego chromista opisany po raz pierwszy z polskich wód przez Karola Starmacha, jako jedyny gatunek nowo wyodrębnionego rodzaju. Dotychczas rodzaj Chrysodesmis pozostaje taksonem monotypowym. Tradycyjnie był włączany do złotowiciowców, jednak pod koniec XX w. wyodrębniono grupę, do której należy, Phaeothamniophyceae, umieszczając ją bliżej brunatnic i różnowiciowców niż typowych złotowiciowców.
Komórki w przybliżeniu kuliste okryte cienką ścianą komórkową. Występują pojedynczo, choć niedługo po podziale mogą występować po dwie, umieszczone na końcach dychotomicznie rozgałęzionych galaretowatych stylików. Niekolonijne. Chloroplasty miseczkowate. Rozmnażanie przez podział podłużny. Żyją w galaretowatych otoczkach słodkowodnego krasnorostu Batrachospermum.